# Bad Sobernheim

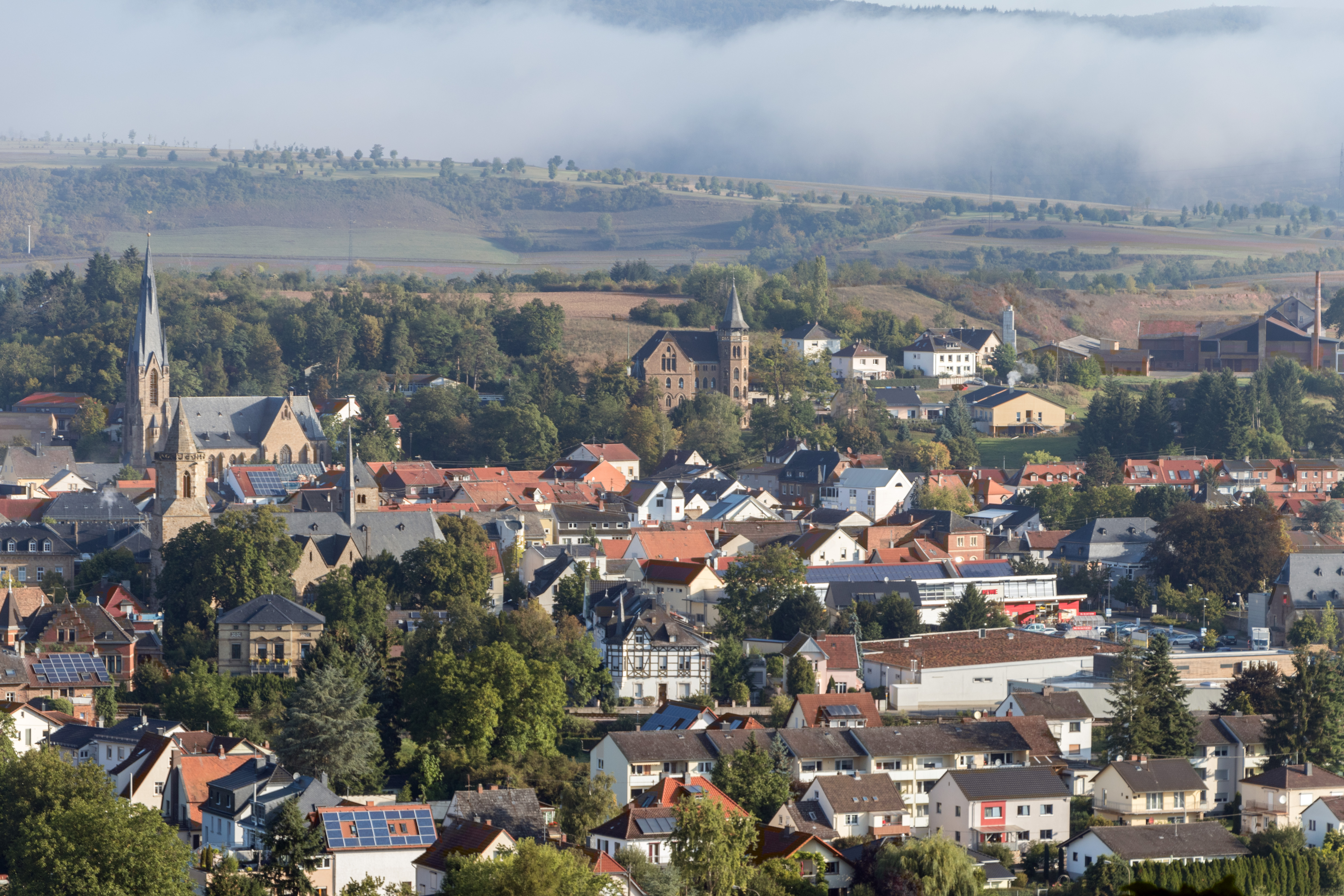
Ortsansicht von Bad Sobernheim, 2019

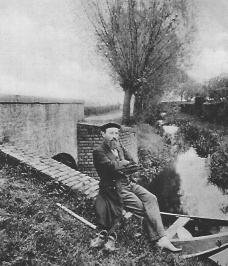
Lehmpastor Felke um 1900

Die Stadt Bad Sobernheim liegt im Landkreis Bad Kreuznach in Rheinland-Pfalz. Sie ist Verwaltungssitz der Verbandsgemeinde Nahe-Glan, ein staatlich anerkanntes Heilbad und durch zwei Fossilienfundstätten und den Naturheilkundler Emanuel Felke bekannt.

## Geographie

### Geographische Lage
Bad Sobernheim liegt an der mittleren Nahe, zentral zwischen der Kreisstadt Bad Kreuznach und der Edelsteinmetropole Idar-Oberstein. Nördlich erhebt sich der Hunsrück, südlich das Nordpfälzer Bergland. Das Stadtgebiet zieht sich bis zum Soonwald hin. Durch die wegen Fluglärm des ehemaligen Flugplatzes nach Sobernheim umgesiedelten Einwohner und die Eingliederung der Gemarkungen Eckweiler und Pferdsfeld in das Stadtgebiet von Sobernheim hat die Stadt seit 1979 einen weitgehend unbewohnten und durch das Gemeindegebiet von Nußbaum abgetrennten Teil auf den Nahehöhen.

### Stadtgliederung
Die Stadt Bad Sobernheim gliedert sich in drei Gemarkungen:
- Eckweiler
- Pferdsfeld mit den Wohnplätzen Birkenhof, Entenpfuhl mit Martinshof, Forsthaus Alteburg, Forsthaus Ippenschied, Hoxmühle, Kallweiler und Trifthütte
- Bad Sobernheim mit den Wohnplätzen Freilichtmuseum, Kurhaus am Maasberg, Neues Leben, Steinhardt

Zudem gibt es noch das Gelände einer ehemaligen Kaserne der Bundeswehr, die einst zum Fliegerhorst Pferdsfeld gehörte – Dörndich. Heute wird das Areal von diversen Betrieben und privat genutzt.

## Geschichte
Sobernheim wird als „Soberenheim“ zum ersten Mal im Jahre 1074 in der Gründungsurkunde des Stifts Ravengiersburg erwähnt, in der Erzbischof Siegfried von Mainz, dem Stift 10 Pfund (libras) aus dem Gutshof (curte) Sobernheim überschrieb.  Bodenfunde lassen die Anwesenheit von Menschen schon seit der Jungsteinzeit sicher erscheinen. Auch zu Zeiten der Kelten und Römer (ca. 600 v. bis 400 n. Chr.) bestand mindestens eine kleine Siedlung. Ab dem 3. Jahrhundert kamen germanische Einwanderer in das Nahetal, von denen sich ab 400 n. Chr. die Franken als neue Herren durchsetzten. Der Name bedeutet Heim des Sobaro. Sobaro ist ein althochdeutscher Vorname.
Die Matthias geweihte Kirche von Sobernheim wurde von Erzbischof Willigis von Mainz dem damaligen Stift Disibodenberg übertrage. Das romanisch-frühgotische Gebäude wurde um 1400 neu erbaut und im 19. Jahrhundert renoviert.
Die Stadt erhielt 1292 von König Adolf von Nassau und 1324 von Kaiser Ludwig dem Bayern Stadtrechte nach Frankfurter Vorbild. Doch wurde das 1330 von Erzbischof Balduin von Luxemburg umgesetzte Stadtrecht nach Binger Vorbild rechtswirksam und galt bis zur Epoche der französischen Herrschaft über große Teile Europas zwischen 1792 und 1815 (Franzosenzeit).
Bis 1259 wurde Sobernheim vom Disibodenberg verwaltet, danach bis 1471 vom Amt Böckelheim. Im Pfälzischen Erbfolgekrieg wurden 1689 die Befestigungen und der Großteil der Gebäude durch die Franzosen zerstört. Trotz der Bemühungen des Erzstifts Mainz verblieb Sobernheim bis 1798 bei Kurpfalz, kam dann zu Frankreich zum Rhein-Mosel-Departement und 1815 an das Königreich Preußen.
Die Umsetzung der Reformation im Jahre 1559 durch den Kurfürsten von der Pfalz Friedrich III. führte zu folgenreichen Veränderungen in Sobernheim. Nach dem zu dieser Zeit geltenden Recht mussten die Untertanen die Konfession des jeweiligen Herrschers übernehmen. So, dass die Sobernheimer einen mehrmaligen Wechsel zwischen der reformierten und lutherischen Glaubenslehre vollziehen mussten. Da die Ausübung der katholischen Konfession verboten wurde, verließen die Ordensgeistlichen des Malteserordens Sobernheim. Das Hofgut des Klosters Disibodenberg wurde säkularisiert, nachdem der Landesherr das Kloster 1559 aufgehoben hatte. Die Mitglieder der religiösen Laiengemeinschaft der Beginen mussten ebenfalls ihre Klause schließen und ihr Besitz fiel in die Hände von Friedrich III, der das Klausengebäude der Stadt Sobernheim übereignete.
Im Frieden von Campo Formio 1797 wurde das linke Rheinufer vom römisch-deutschen Kaiser an Frankreich abgegeben und Sobernheim wurde Kantonsort im neu geschaffenen Departement Rhein-Mosel. Mit Einführung der in der Französischen Republik verwirklichten Revolutionsideen kam es in Sobernheim zu tiefgehenden Neuerungen in nahezu allen Lebensbereichen. Standesprivilegien und Zunftzwänge wurden abgeschafft, das Gerichtswesen von der Verwaltung unabhängig, indem eigenständige Friedensgerichte einrichtet wurden.
Die neuzeitliche jüdische Gemeinde wurde im 17./18. Jahrhundert gegründet. Zu dieser Zeit lebten 20 bis 30 Personen in Sobernheim. Nach der französischen Revolution wuchs die Gemeinde von 64 (1808) auf eine Höchstzahl von 135 Menschen (1895) an. Seit Ende des 19. Jahrhunderts ging die Zahl der jüdischen Einwohner durch Aus- und Abwanderung zurück.
Ab 1832 begann sich neben der bodenständigen Landwirtschaft und vielseitigem Handwerk eine kleine Industrie zu entwickeln. Einige Fabriken siedelten sich an, meist als Familienbetriebe. Trotzdem behielt Sobernheim den Charakter eines Landstädtchens, das durch die 1860 fertiggestellte Eisenbahn Bingerbrück – Saarbrücken und die nach und nach ausgebauten Straßen an das mittelrheinische Verkehrsnetz angeschlossen wurde.
Die jüdische Gemeinde in Sobernheim besaß eine Synagoge, eine jüdische Elementar- und Religionsschule (das Gebäude wurde der jüdischen Gemeinde nach Einweihung der Synagoge 1859 geschenkt), eine Mikwe (rituelles Tauchbad) sowie einen eigenen Friedhof. Für die religiösen Aufgaben der Gemeinde war ein jüdischer Volksschullehrer angestellt, der in der Gemeinde zugleich als Vorbeter (Kantor), vermutlich auch als Schochet (Schächter) tätig war.
Von 1915 bis 1925 wirkte Pastor Emanuel Felke der „Lehmpastor“ in Sobernheim. Er war ein Vertreter der Naturheilkunde, der die nach ihm benannte Felkekur entwickelte. Durch sein Wirken erfuhr Sobernheim einen neuen Aufwärtsschub in der Stadtentwicklung. Es entstanden mehrere Kurhäuser, die zum Teil bis heute seine Heilmethoden anwenden. Ein erster Antrag auf eine Bad-Anerkennung im Jahre 1925 scheiterte noch, aber bereits bald danach erhielt die Stadt den Titel „Felke-Kurort“. 1992 wurde ein Barfußpfad eingerichtet, der auf Anregungen von Felke zurückgeht. Dieser 3,5 km lange Rundweg führt über verschiedene Stationen, so dass die Sinne, die Fußreflexzonen und der Bewegungsapparat belebt werden.
1933 gab es noch 83 jüdische Einwohner in der Stadt. Aufgrund der Folgen des wirtschaftlichen Boykotts, zunehmender Repressalien und der Entrechtung ging ihre Zahl durch Aus- und Abwanderung bis zum Novemberpogrom 1938 auf 45 zurück. 1942 wurden die letzten 12 jüdischen Einwohner Sobernheims deportiert.
Die Luftwaffe der Bundeswehr war von 1960 an mit dem Leichten Kampfgeschwader 42, ab 1975 mit dem Jagdbombergeschwader 35 in Pferdsfeld stationiert.
Am 1. Januar 1969 wurde das Dorf Steinhardt mit 121 Einwohnern aus der Gemeinde Waldböckelheim nach Sobernheim umgemeindet. Am 10. Juni 1979 wurden die bis dahin selbständigen Gemeinden Eckweiler (damals 207 Einwohner) und Pferdsfeld (404 Einwohner) nach Sobernheim eingemeindet. Beide Dörfer wurden später aufgegeben und sind heute Wüstungen. Seit dem 11. Dezember 1995 trägt die Stadt Sobernheim den Zusatz Bad.

### Einwohnerentwicklung
| Bad Sobernheim: Einwohnerzahlen von 2012 bis 2024 | Bad Sobernheim: Einwohnerzahlen von 2012 bis 2024 | Bad Sobernheim: Einwohnerzahlen von 2012 bis 2024 | Bad Sobernheim: Einwohnerzahlen von 2012 bis 2024 | Bad Sobernheim: Einwohnerzahlen von 2012 bis 2024 |
| ------------------------------------------------- | ------------------------------------------------- | ------------------------------------------------- | ------------------------------------------------- | ------------------------------------------------- |
| Jahr                                              |                                                   |                                                   |                                                   | Einwohner                                         |
| 2012                                              | 2012                                              |                                                   | 6.429                                             | 6.429                                             |
| 2015                                              | 2015                                              |                                                   | 6.387                                             | 6.387                                             |
| 2020                                              | 2020                                              |                                                   | 6.468                                             | 6.468                                             |
| 2024                                              | 2024                                              |                                                   | 6.564                                             | 6.564                                             |
| Quelle(n): statistik.rlp.de                       |                                                   |                                                   |                                                   |                                                   |

## Religion

### Konfessionsstatistik
Mit Stand 31. Januar 2020 waren von den Einwohnern 42,7 % evangelisch, 23,3 % katholisch und 35,0 % waren konfessionslos oder gehörten einer anderen Glaubensgemeinschaft an. Der Anteil der evangelischen und katholischen Kirchenmitglieder an der Gesamtbevölkerung ist seitdem weiter gesunken. Mit Stand Juni 2025 hatten 35,8 % der Einwohner die evangelische Konfession, 20,5 % die katholische. 43,7 % gehörten entweder einer anderen Glaubensgemeinschaft an oder waren konfessionslos.

### Christentum
Die evangelische Kirchengemeinde St. Matthias bildet ein religiöses Zentrum, ebenso die römisch-katholische Kirche St. Matthäus.

## Politik

### Stadtrat
Der Stadtrat von Bad Sobernheim besteht aus 22 Ratsmitgliedern, die bei der Kommunalwahl am 9. Juni 2024 in einer personalisierten Verhältniswahl gewählt wurden, und dem ehrenamtlichen Stadtbürgermeister als Vorsitzendem.
| Wahl | SPD | CDU | FDP | Grüne | Linke | FWG | WGR | Gesamt   |
| ---- | --- | --- | --- | ----- | ----- | --- | --- | -------- |
| 2024 | 8   | 6   | –   | 3     | –     | –   | 5   | 22 Sitze |
| 2019 | 10  | 6   | 2   | 4     | –     | –   | –   | 22 Sitze |
| 2014 | 10  | 6   | 1   | 3     | 1     | 1   | –   | 22 Sitze |
| 2009 | 8   | 9   | 1   | 2     | –     | 2   | –   | 22 Sitze |
| 2004 | 8   | 7   | 1   | 2     | –     | 4   | –   | 22 Sitze |

- FWG = Freie Wählergemeinschaft Stadt Bad Sobernheim e. V.
- WGR = Wählergruppe Ruegenberg

### Bürgermeister
Ortsbürgermeister war von 2010 bis 2024 Michael Greiner (SPD). Zuletzt bei der Direktwahl am 26. Mai 2019 wurde er mit einem Stimmenanteil von 74,85 % in seinem Amt bestätigt.
Nachdem bei der Direktwahl am 9. Juni 2024 keiner der drei Bewerber eine ausreichende Mehrheit erreichen konnte, setzte sich bei der Stichwahl am 23. Juni Roland Ruegenberg (parteilos) mit einem Stimmenanteil von 52,1 % gegen den Amtsinhaber durch und wurde damit zum künftigen Ortsbürgermeister gewählt. Er konnte an der konstituierenden Sitzung im Juli aus Krankheitsgründen nicht teilnehmen und wurde daher erst am 31. August 2024 in sein Amt eingeführt.

### Wappen
| Wappen von Bad Sobernheim | Blasonierung: „Auf Schwarz ein goldener Löwe, rot bekront und bewehrt, rote Zunge, ein silbernes Rad haltend. Auf Silber im Schildfuß ein blaues Wellenband. Die dreitürmige Festungsmauer in grau-braun.“                                                                        |
| Wappen von Bad Sobernheim | Wappenbegründung: Das Mainzer Rad verweist auf die ehemalige Zugehörigkeit zu Kurmainz, der Pfälzer Löwe auf die zur Kurpfalz. Das Wellenband symbolisiert die Nahe. Die Mauerkrone erinnert an die Stadtrechte. Es entsprach den Vorschriften zur Wappenverleihung im Jahr 1924. |

### Städtepartnerschaften
- Louvres, Frankreich[21]
- Edelény, Ungarn[22]

## Wirtschaft und Infrastruktur

### Weinbau und Tourismus
Bad Sobernheim gehört zum Weinbaugebiet Nahe. Die Großlage heißt Paradiesgarten, Sobernheimer Einzellagen sind noch Domberg und Marbach. Weinbau und Tourismus werden hier miteinander verbunden, der Weinwanderweg Rhein-Nahe, der Nahe-Radweg und die Naheweinstraße führen durch die Gemarkung der Stadt und der Verbandsgemeinde. Die Landwirtschaft bestimmt auch heute noch in Teilen die Kultur der Region. So wird im Herbst ein großer Trauben- und Obstmarkt veranstaltet. Viele Winzer betreiben auch eigene Gastronomie (Strauß- oder Besenwirtschaft). Die traditionelle Rebe ist der Riesling. Neben dem Wein- und Aktivtourismus ist vor allem der Gesundheitstourismus ein wichtiger Wirtschaftsfaktor in der Region. Trotz struktureller Veränderungen des traditionellen Bäderwesens in den 1990er Jahren, verbunden mit stagnierenden Besucherzahlen, erfährt das gesundheitstouristische Angebot aufgrund des demographischen Wandels wieder zunehmende Bedeutung.

### Unternehmen
Wichtige ansässige Unternehmen sind
Musashi EuropeEin internationaler Zulieferer der weltweiten Automobilindustrie und Marktführer der Massivumformung und Zerspanung mit 2.800 Mitarbeitern in der Gruppe.
Polymer-Gruppedie konzernunabhängige Polymer-Holding mit rund 450 Mitarbeitern, deren Unternehmen als Bindeglied zwischen Rohstoffherstellern und der kunststoffverarbeitenden Industrie Polymere compoundieren, veredeln und modifizieren.
EwaldEin 1886 von Carl Ewald in Sobernheim gegründetes Unternehmen, das sich auf die Herstellung von Blatt- und Pulvergelatine sowie Gelatinehydrolysaten spezialisiert hat.
BAZ SpezialantennenEin Hersteller von Antennentechnik, Schwerpunkt Ferritantennen zum Empfang von Lang-/und Längstwellen, Sferics, Geophysikalische Sferics, Schumann-Resonanzen. Die Firma BAZ Spezialantennen wurde 1994 in Bad Bergzabern gegründet, 2012 wurde der Firmensitz nach Bad Sobernheim verlegt.:
Certified - Das Kundenzertifikat-GmbH & Co. KG.
Ein Hotel-Zertifizierungsunternehmen welches vom VDR im Mai 2000 ins Leben gerufen wurde. 2014 wurden alle Anteile von Certified von Till Runte übernommen. Das Unternehmen wurde dann in Certified - Das Kundenzertifikat-GmbH & Co. KG. umbenannt.

### Handel und Banken
Das 2010 eröffnete Innenstadtzentrum von Bad Sobernheim befindet sich auf dem Gelände der ehemaligen Kartonagefabrik Melsbach, ein großes Einkaufszentrum mit den Filialen Rewe, NKD und Netto sowie einem Café und zwei Bäckereien. Anfang Oktober 2016 wurde ein Drogeriemarkt von Rossmann eröffnet. In der auf dem Gelände gelegenen Disibodenberger Kapelle eröffnete nach einer umfassenden Renovierung im April 2019 ein Brauhaus. Der nebenan liegende ganzjährig geöffnete Biergarten ist seit Mai 2018 in Betrieb.
Das Felke-Center bietet Gastronomie, Einzelhandel sowie zahlreiche Büro- und Wohnräume und ist mit einer Tiefgarage ausgestattet.
Am Stadtrand befinden sich die Unternehmen Lidl, Aldi Süd, der Drogeriemarkt dm sowie ein Edeka-Center.
Die Sparkasse Rhein-Nahe und die Volksbank Rhein-Nahe-Hunsrück haben in der Stadt Filialen.

### Gesundheitswesen / Kurhäuser
Die von den Bad Sobernheimer Bürgern Felke und Schroth begründeten Therapie-Einrichtungen sind ein bedeutender Wirtschaftsfaktor.
- Asklepios Katharina-Schroth-Klinik Bad Sobernheim – Orthopädisches Rehabilitationszentrum für Skoliose und andere Wirbelsäulendeformitäten / zur Skoliose-Intensivrehabilitation nach Katharina Schroth[26]
- Romantikhotel Bollant’s im Park & Felke Therme Kurhaus Dhonau
- Hotel Maasberg Therme
- Menschel Vitalresort (bei Meddersheim)
- Seniorenresidenzen: Seniorenresidenz Felkebad
- Apotheken: Kur-Apotheke am Marktplatz und Felke-Apotheke am Saarplatz
- Ärzte: Bad Sobernheim verfügt über einige Allgemeinmediziner. Überwiegend im Malteserhaus (ugs. Ärztehaus) sind einige Fachärzte beherbergt. Zudem haben zwei Tierärzte ihre Praxen in der Stadt.
- Die Stadt verfügt über eine Rettungswache des Deutschen Roten Kreuzes mit einem NKTW sowie einem RTW.
- Krankenhäuser: Die nächstgelegenen Kliniken befinden sich in Meisenheim (ca. 14,5 km), Kirn (ca. 15 km) und Bad Kreuznach (ca. 20 km). Eine Uniklinik gibt es in Mainz (ca. 60 km).

### Verkehr
- PKW: Die Bundesstraße 41 führt am Ort vorbei.
- Bahn: Bad Sobernheim verfügt über einen Bahnhof an der Nahetalbahn.
- Die Stadt gehört zum Bereich des Rhein-Nahe Nahverkehrsverbundes (RNN).
- Bus: Die BusRegioLinie 260 Bad Sobernheim – Meisenheim – Lauterecken mit Anschluss nach Altenglan verkehrt stündlich, abends und Sa/So alle 2 Stunden.
- Flugzeug: Etwa 33 km Luftlinie nordwestlich entfernt liegt der Flughafen Frankfurt-Hahn. Der größte deutsche Verkehrsflughafen Frankfurt befindet sich in ca. 72 km Luftlinie (etwa eine Autostunde) und ist mit dem Zug alle zwei Stunden durch eine Direktverbindung schnell zu erreichen.

### Bildung
Bad Sobernheim verfügt über ein Staatliches G8-Gymnasium, das Emanuel-Felke-Gymnasium. Außerdem gibt es ein großes Schulzentrum (Münchwiesen), das eine Grundschule und die Kooperative Disibod-Realschule plus beherbergt. Beide Schulen im Schulzentrum und das Gymnasium haben Ganztagsangebot. Die Volkshochschule rundet das Bildungsangebot auch für Erwachsene ab.
In Bad Sobernheim gibt es zwei evangelische Kindergärten, den Kindergarten Albert-Schweitzer-Haus und den Kindergarten Leinenborn. Weiterhin gibt es einen städtischen Kindergarten. Auch ein katholischer Kindergarten ist vorhanden, der zur Katholische KiTa gGmbH Koblenz gehört, einem anerkannten freien Träger der Jugendhilfe.

### Bibliotheken
Kulturhaus Synagoge: In der renovierten ehemaligen Synagoge befindet sich seit April 2010 die Öffentliche Bücherei Bad Sobernheim. Die damalige evangelische Gemeindebücherei und Stadtbücherei wurden zusammengeführt und zogen in das ehemalige Gotteshaus.

### Medien
- Amtsblatt
- Allgemeine Zeitung (AZ)
- Oeffentlicher Anzeiger (Regionalausgabe der Rhein-Zeitung)
- Wochenspiegel
- www.nahe-dran.de (Online-Nachrichtenportal)

## Kultur und Sehenswürdigkeiten

### Sehenswürdigkeiten

#### Evangelische PfarrkircheSt. Matthias

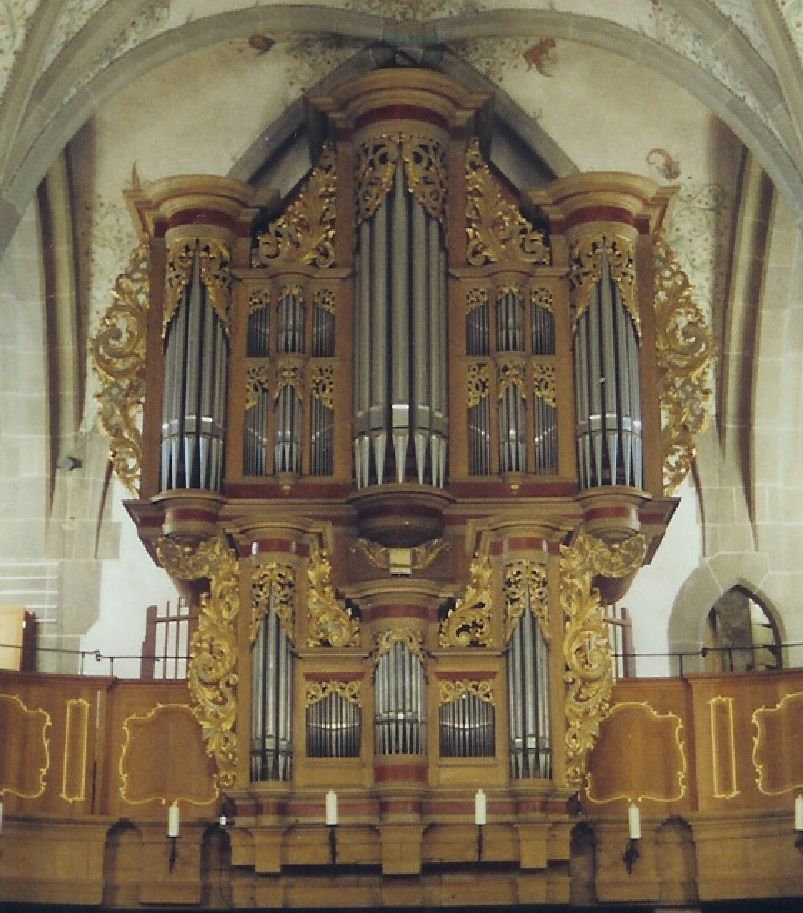
Stumm-Orgel in der evangelischen Pfarrkirche St. Matthias

Der Bischof Willigis weihte die Kirche um 1000. Älteste Teile (Nordturmunterbau) sind romanisch, wenn nicht karolingisch; der Chor ist frühgotisch. Das Hauptschiff wurde Ende des 15. Jahrhunderts, der Turm 1500 erbaut, von Peter Ruben aus Meisenheim. Neben kostbaren Altarbaldachinkapitellen mit Darstellung von Engeln und Ausmalung aus der Erbauungszeit, sind die im Wesentlichen original erhaltene und restaurierte Johann-Michael-Stumm-Orgel von 1739 und die Georg-Meistermann-Fenster beachtenswert.

#### Disibodenberger Kapelle

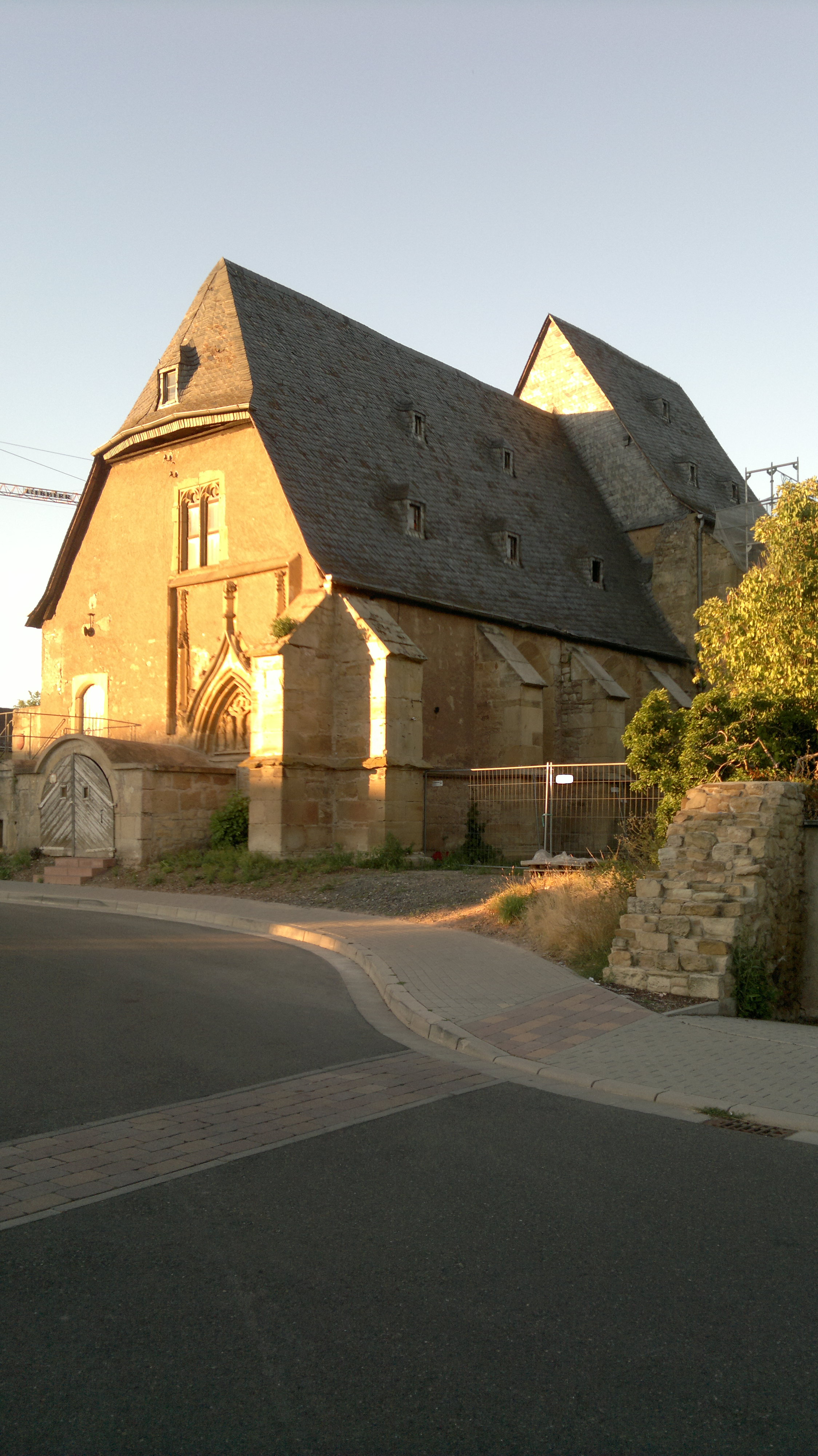
Disibodenberger Kapelle

Die spätgotische Kapelle wurde nach einem Plan des Heinrich Murer von Beckelnheim für die Zisterzienser von Kloster Disibodenberg auf einem zwischen Stadtmauer und Großstraße gelegenen Gutshof errichtet, mit dem das Kloster bereits durch Erzbischof Willigis von Mainz im Jahre 975 ausgestattet worden war. Der Hof, der als Zinshebestelle für die Besitzungen an der mittleren Nahe und am Glan fungierte, entwickelte sich zur wichtigsten Niederlassung des Klosters.
Die Kapelle im Gepräge der Frankfurter Schule war gemäß dendrochronologischen Untersuchungen im Bereich des Chores um 1455 und im Bereich des Langhauses 1493 endgültig unter Dach. Beide Dachstühle zählen aufgrund ihres Alters, ihrer Größe, Qualität und Vollständigkeit zu den bedeutenden Zeugnissen der Zimmermannskunst in Rheinland-Pfalz.
Die finanziellen Mittel zur Errichtung des im Lichten 23,25 m langen und 7,65 m breiten Gebäudes stammten aus dem Nachlass der Katharina von Homburg (Saarpfalz), Tochter des Grafen Friedrich II. von Homburg und Witwe des kurmainzischen Amtmannes auf Schloss Böckelheim, Antilmann von Scharfenstein, gen. von Grasewege, die am 24. Dezember 1388 verstarb und von katholischen Christen als Selige verehrt wird.
Nach Einführung der Reformation wurde im Jahre 1559 unter dem Pfalzgraf und Herzog Wolfgang von Pfalz-Zweibrücken die Kapelle zum Lagerhaus profaniert. Zur Steigerung der Lagerkapazität wurde die Kapelle zwischen 1587 und 1764 unterkellert; außerdem wurden hölzerne Zwischendecken eingezogen. Der noch heute vorhandene Gewölbekeller mit einer Scheitelhöhe von ca. 3,90 m nimmt den Raum zwischen Fundamentsohle und Sohlbänken der Fenster ein. Bei der Unterkellerung gingen das Fußbodenniveau und die Sockelzone des ursprünglichen Erdgeschosses verloren, weshalb die Kapelle heute durch keinen bauzeitlichen Eingang mehr betreten werden kann. Das durch die Unterkellerung neu entstandene „Hochparterre“ liegt auf dem Niveau der Sohlbänke der gotischen Fenster. Die hölzernen Zwischendecken sind sowohl wegen ihres Alters als auch wegen der Zweitverwendung von Balken, die im Renaissance-Stil verziert sind, bauhistorisch bedeutend. Da beide nachträglichen Einbauten – Gewölbekeller und Zwischendecken – im Zuge der Profanierung der Kapelle nach Einführung der Reformation entstanden sind, können sie auch als Zeugnisse der Konfessionsgeschichte betrachtet werden.
Das Außen-Tympanon des Westportals, das unter einem mächtigen Kielbogen im Stile der Frankfurter Schule eine Kreuzigungsgruppe mit Jesus, der Gottesmutter Maria und dem Apostel Johannes sowie zwei weihrauchfassschwingenden Engeln als Assistenzfiguren zeigt, ist das einzige mit plastischem Schmuck, das an Nahe und Glan aus dem Mittelalter erhalten blieb. Die Darstellung ist stilistisch verwandt mit der Grabmalplastik im nahen St. Johannisberg (Hochstetten-Dhaun) und in der Stiftskirche Pfaffen-Schwabenheim. Das Motiv der linksseitig vom Betrachter abgewandten und rechtsseitig zum Betrachter hin geöffneten Kriechblumen (= Krabben) entlang des Kielbogens findet sich nur am Westportal der katholischen Pfarrkirche St. Valentin in Kiedrich/Rheingau wieder. Im Jahre 1985 wurde bei Restaurierungsarbeiten unterhalb des Tympanons ein Atlant in Form einer männlichen Figur freigelegt, der wegen seiner über die Handteller reichenden Armstulpen und seiner nach Art eines Chaperon gefalteten Gugel als „Bauhandwerker“ bezeichnet wird. Nachdem der Atlant damals nach sorgfältiger Erfassung aus konservatorischen Gründen wieder eingemauert worden war, wurde er 2018 jedoch erneut freigelegt und soll dies auch auf Dauer bleiben.
Nachdem die Kapelle 111 Jahre lang hinter den Mauern einer Druckerei verborgen war, ist sie nach Eröffnung eines Fachmarktzentrums auf dem ehemaligen Druckereigelände im Jahre 2010 wieder in das Bewusstsein der Öffentlichkeit gekommen. Der Förderverein Disibodenberger Kapelle Bad Sobernheim e. V. setzt sich seitdem für eine kulturelle Nutzung ein, die der Würde des ehemaligen Sakralbaues entspricht und die einer breiten Öffentlichkeit den ständigen Zugang ermöglicht. Im Frühjahr 2013 wurden Pläne vorgestellt, wonach die Disibodenberger Kapelle in enger Abstimmung mit der Generaldirektion Kulturelles Erbe zu einem Brauhaus mit Erlebnisgastronomie umgenutzt werden soll. Diese Pläne wurden im Frühjahr 2019 verwirklicht, als die DenkmalZ – Disibodenberger Kapellenbrauerei in der restaurierten Kapelle einen gehobenen Gastronomiebetrieb eröffnete. Bereits im Mai 2018 war auf dem südlichen Kapellengelände ein Biergarten mit Craft-Bier-Ausschank eröffnet worden. Der Gewölbekeller wird im Rahmen der gläsernen Produktion als Gärkeller genutzt.

#### Katholische KircheSt. Matthäus

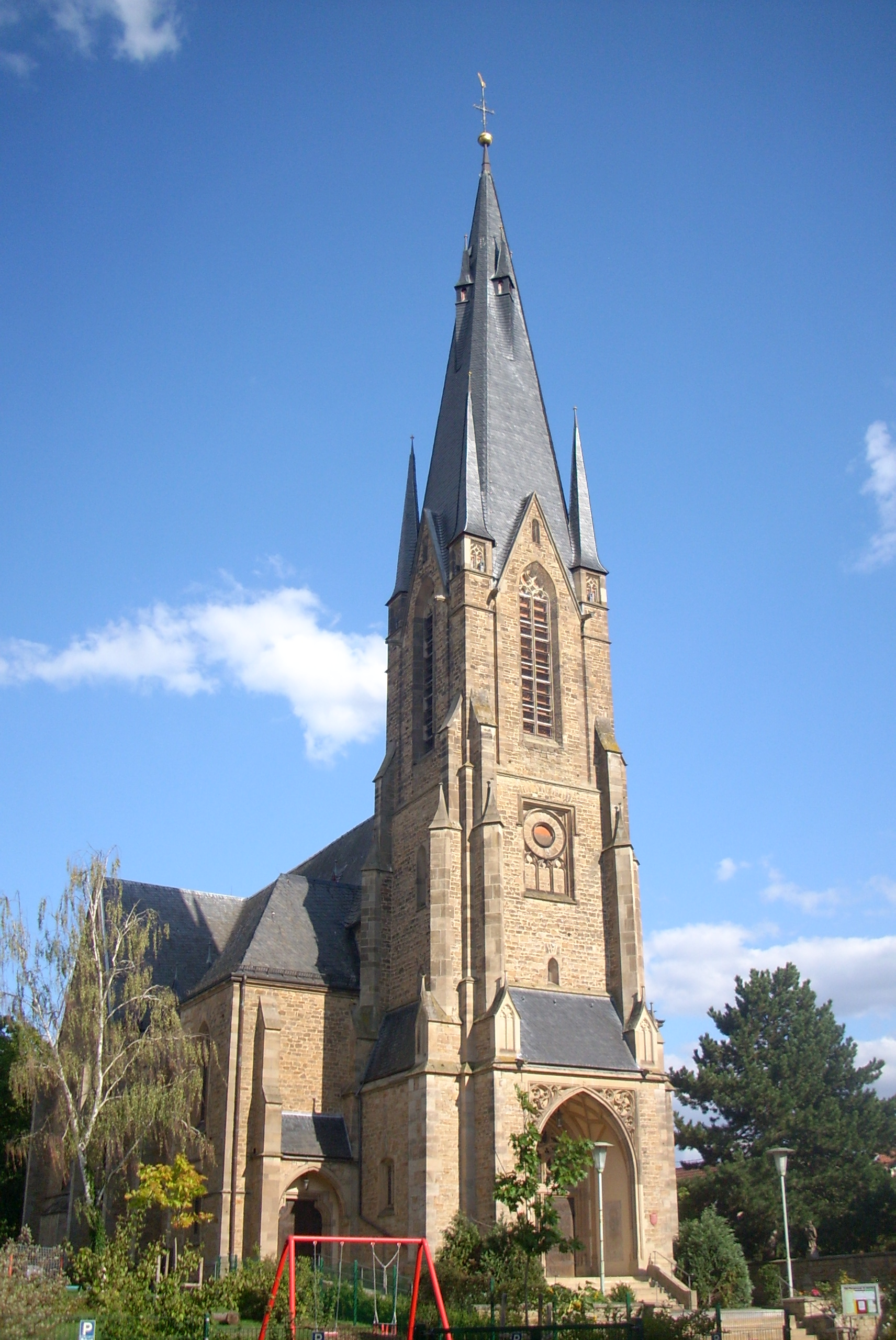
Katholische Kirche St. Matthäus

Der Bischof Michael Felix Korum weihte die neugotische Kirche, die von 1898 bis 1899 vom Kirchenbaumeister Ludwig Becker errichtet wurde. Es handelt sich um eine große dreischiffige Hallenkirche aus Gelbsandstein, die den Eindruck eines einheitlichen Ganzen erweckt. Sie besitzt einen neugotischen Flügelaltar aus dem Jahr 1905, einen Sakramentenschrein aus dem 15. Jahrhundert und eine historische Orgel aus dem Jahr 1901/1902 von Michael Körfer aus Gau-Algesheim. Die Orgel ist eines der wenigen noch erhaltenen Werke Körfers. Sie wurde von 2011 bis 2012 vollständig restauriert. Im Chorraum steht das um 1625 entstandene Taufbecken aus der Malteserkapelle. Ebenso finden sich einige alte Grabmäler im Eingangsbereich. Der Kirchturm überragt mit seinen 59 Metern die Stadt und ist von weit her sichtbar. Die Kirche wurde von Ende Juli 2014 bis Mitte September 2015 im Innenraum aufwendig renoviert.

#### Malteserkapelle
Die spätgotische Kapelle entstand als Gotteshaus einer seit dem 14. Jahrhundert bestehenden Niederlassung des Johanniter-/Malteserordens. Der Chor wurde 1456 errichtet und das Langhaus 1465 fertiggestellt. Der Chor besitzt ein Sterngewölbe und ist mit Bauplastiken ausgestattet. Er liegt höher als das Langhaus, welches mittelalterliche Wandmalereien aufweist. Der Außenbau wird gegliedert durch gestufte Strebepfeiler und Fenster mit Fischblasenmaßwerk. Mit der Einführung der Reformation mussten die Johanniter Sobernheim verlassen. Die Kapelle wurde als Ökonomiegebäude genutzt und zerfiel.
Nach der Wiedereinführung der katholischen Religion im Jahre 1664 diente die von Grund auf renovierte Kapelle als katholische Pfarrkirche. In der Malteserkomturei wurde 1821 ein Progymnasium eingerichtet, man restaurierte die Kapelle 1837, worauf sie dann als Schulkapelle genutzt wurde. Nach der Errichtung der neuen katholischen Pfarrkirche St. Matthäus 1898/99 direkt gegenüber wurden sechs Grabmäler, der um 1625 entstandene Taufstein und ein aus dem 15. Jahrhundert stammender Sakramentenschrein in die neue Pfarrkirche überführt. Das Kapellengebäude baute man in ein Vereinshaus um. Sie wurde zuletzt von 1998 bis 2003 vollständig renoviert und dient seitdem in der Pfarrei St. Willigis Nahe-Glan-Soon als „Haus der Begegnung“. Das Gebäude steht unter Denkmalschutz.

#### Marktplatz

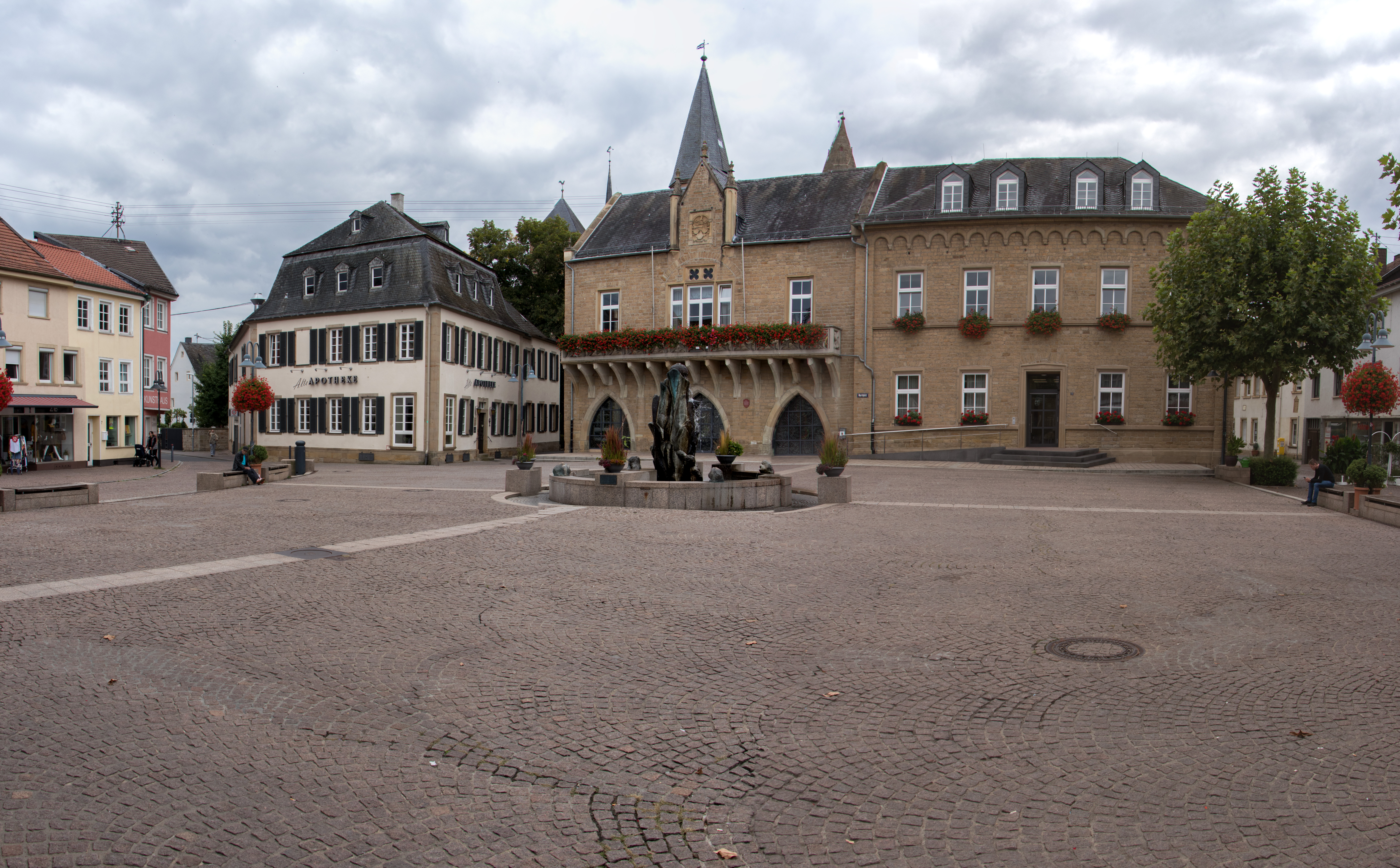
Marktplatz (2019)

Sehenswürdig ist auch der historische Marktplatz mit Rathaus aus dem 16. Jahrhundert. Von hier aus hat man den besten Zugang zu allen weiteren historischen Orten sowie Freizeitmöglichkeiten und Restaurants in ganz Bad Sobernheim. Hier und rund um den Marktplatz laden die ortsansässigen Vereine am ersten Wochenende im September zum traditionellen Innenstadtfest ein. Jeden Donnerstag bietet der Wochenmarkt regionale Köstlichkeiten.

#### Gutshöfe
Dazu gibt es mehrere große ehemalige Adels- und Klosterhöfe. Der Steinhardter Hof diente gegen Ende des 18. Jahrhunderts den Räubern Johann Peter Petri, genannt „Schwarzer Peter“, und Johannes Bückler, genannt „Schinderhannes“, zeitweise als Unterschlupf.

#### Paul-Schneider-Gedenksäule
In Pferdsfeld befindet sich eine Gedenksäule zur Erinnerung an den Märtyrer Paul Schneider, der hier geboren ist.

Weitere Baudenkmäler
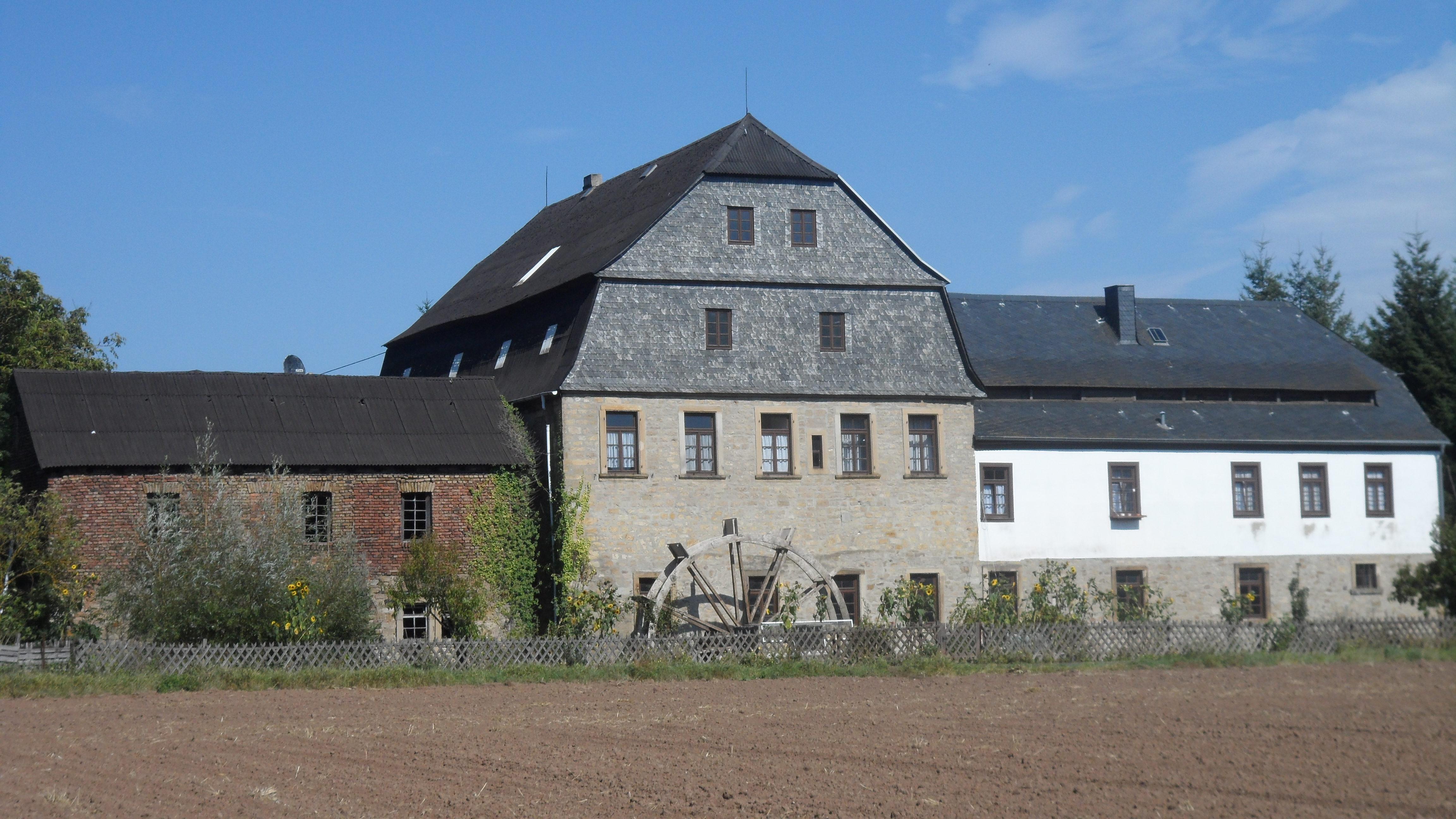
Dornbachstraße; ehemalige Stadtmühle
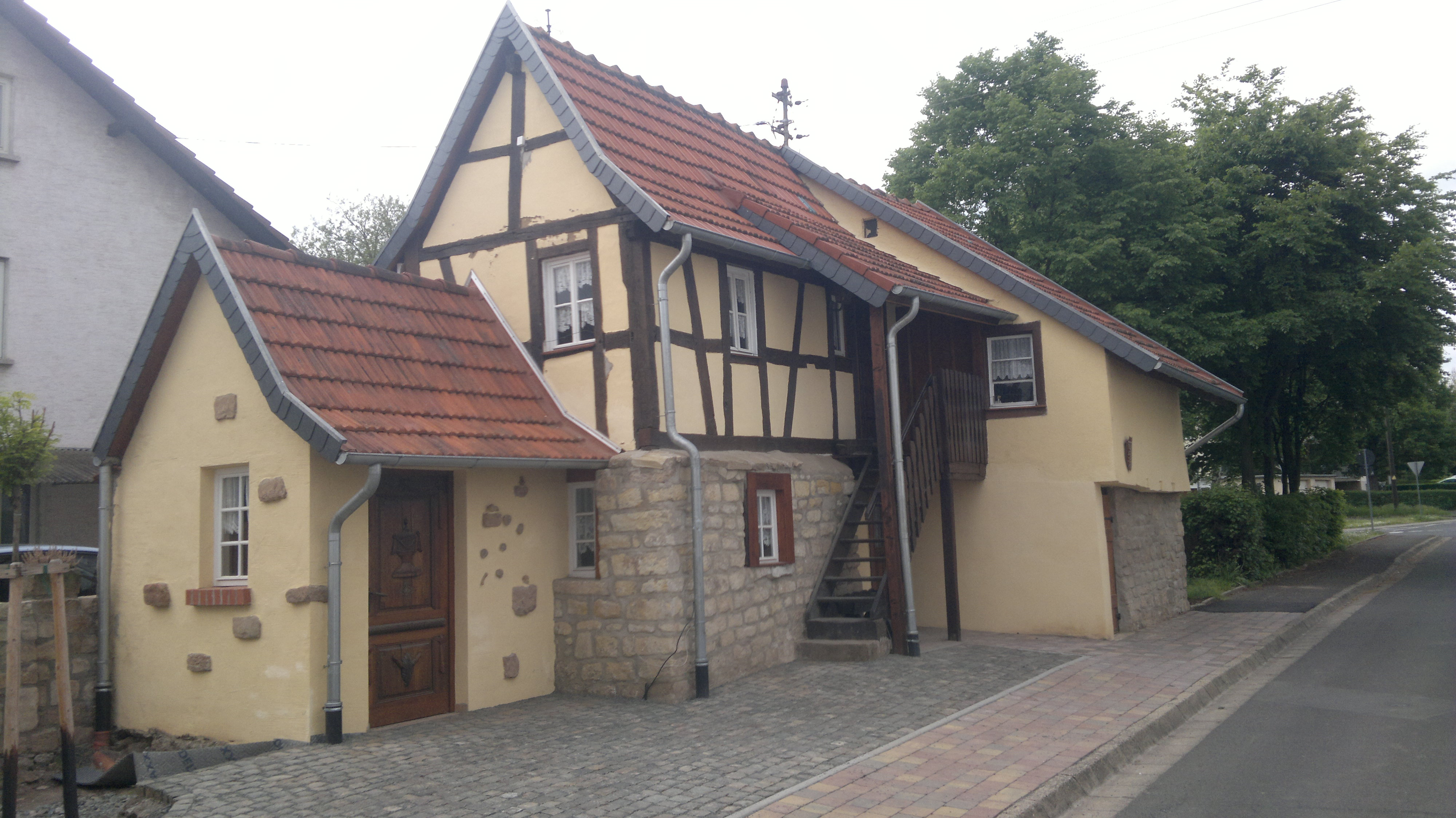
ehem. Pförtnerhäuschen in der Bad Sobernheimer Wilhelmstraße

### Museen
- Rheinland-Pfälzisches Freilichtmuseum: Das Museum zeigt in vier Baugruppen (Mosel-Eifel, Pfalz-Rheinhessen, Mittelrhein-Westerwald und Hunsrück-Nahe) mit translozierten Bauwerken, alten Nutzviehrassen (Glanrind) und alten Handwerken, wie die Menschen in Rheinland-Pfalz während der vergangenen Jahrhunderte gelebt, gewohnt und gearbeitet haben. Ausstellungen und vermittelnde Programme erweitern und vertiefen die Thematiken des auf Alltagskultur spezialisierten Museums. Es hat überörtliche Bedeutung.

- Heimatmuseum: Bilder, Plastiken und Notenhandschriften bekannter Bad Sobernheimer Künstler wie Jakob Melcher, Johann von der Eltz und Rudolf Desch werden hier ausgestellt. Zahlreiche Zeitschriften, Dokumente und Bücher des Kurbegründers und Pastors Emanuel Felke kann man dort finden. Sein Wirken wird auf Schautafeln präsentiert. Auch eine umfangreiche Sammlung zur Erdgeschichte der Region gibt es dort.

### Fossilien
- Nach ihrer Hauptfundstätte, einer Sandgrube beim Ortsteil Steinhardt, benannt sind die Steinhardter Erbsen, Sandsteinkonkretionen mit eingeschlossenen meist pflanzlichen Fossilien.[34]
- Weitere Fossilien werden in einem Basaltsteinbruch bei Langenthal (Pflanzenabdrücke) und einer Ziegelei gefunden. Darüber hinaus lassen sich auch gelegentlich kleine Achatdrusen in der Gemarkung finden.

### Freizeit

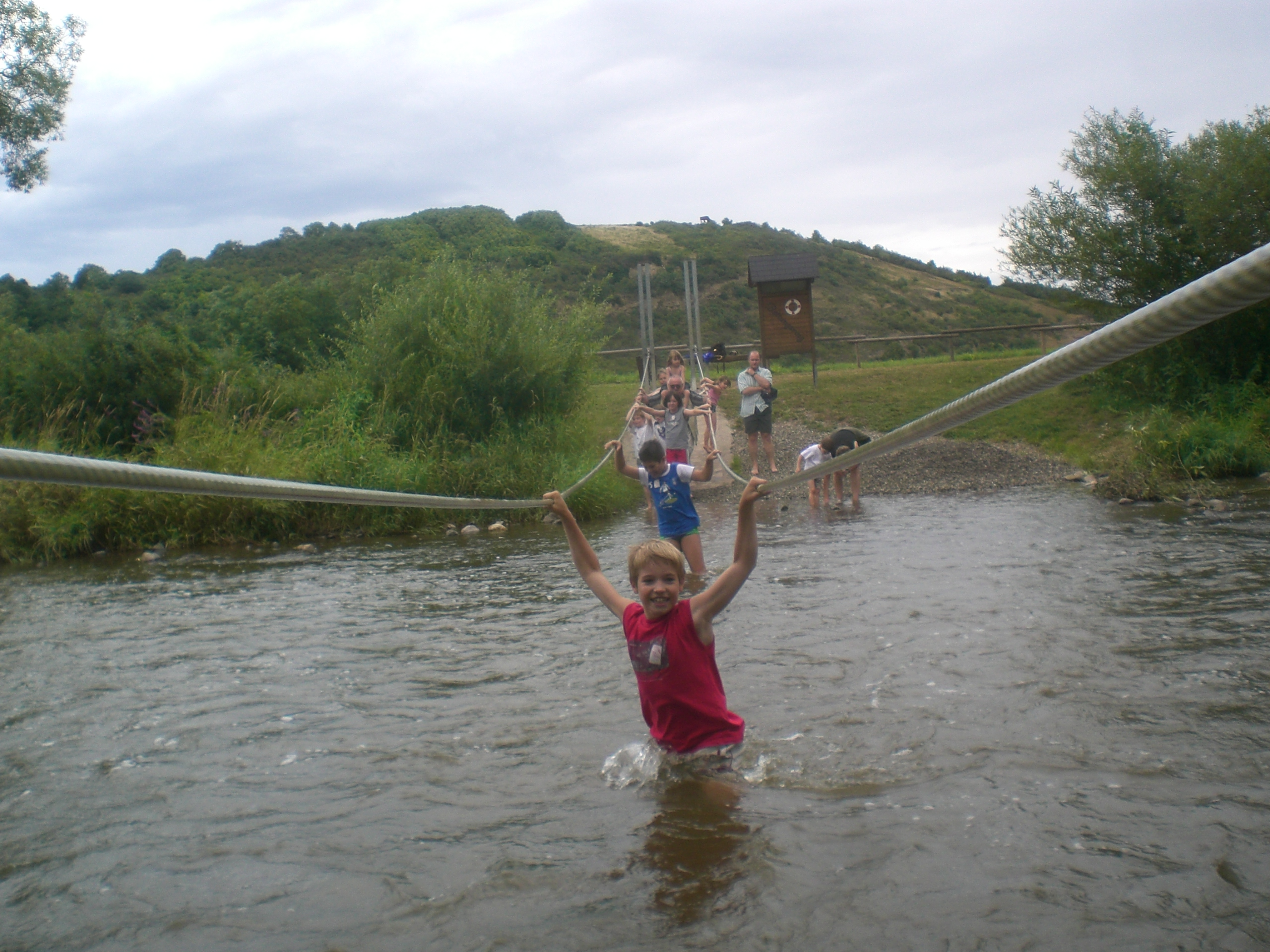
Barfußpfad: Durchquerung der Nahe an einer Furt

In Bad Sobernheim gibt es ein Erlebnis-Freibad; einen 3,5 km langen Barfußpfad in der Flussaue mit Erlebnisstationen, darunter Flussüberquerungen durch eine Furt und über eine Hängebrücke sowie zahlreiche Rad- und Wanderwege, Tennis-, Golf-, Minigolf-Anlagen, einen Campingplatz sowie einen Wohnmobilstellplatz. Ebenfalls besteht die Möglichkeit Flugsport zu betreiben.

### Parks

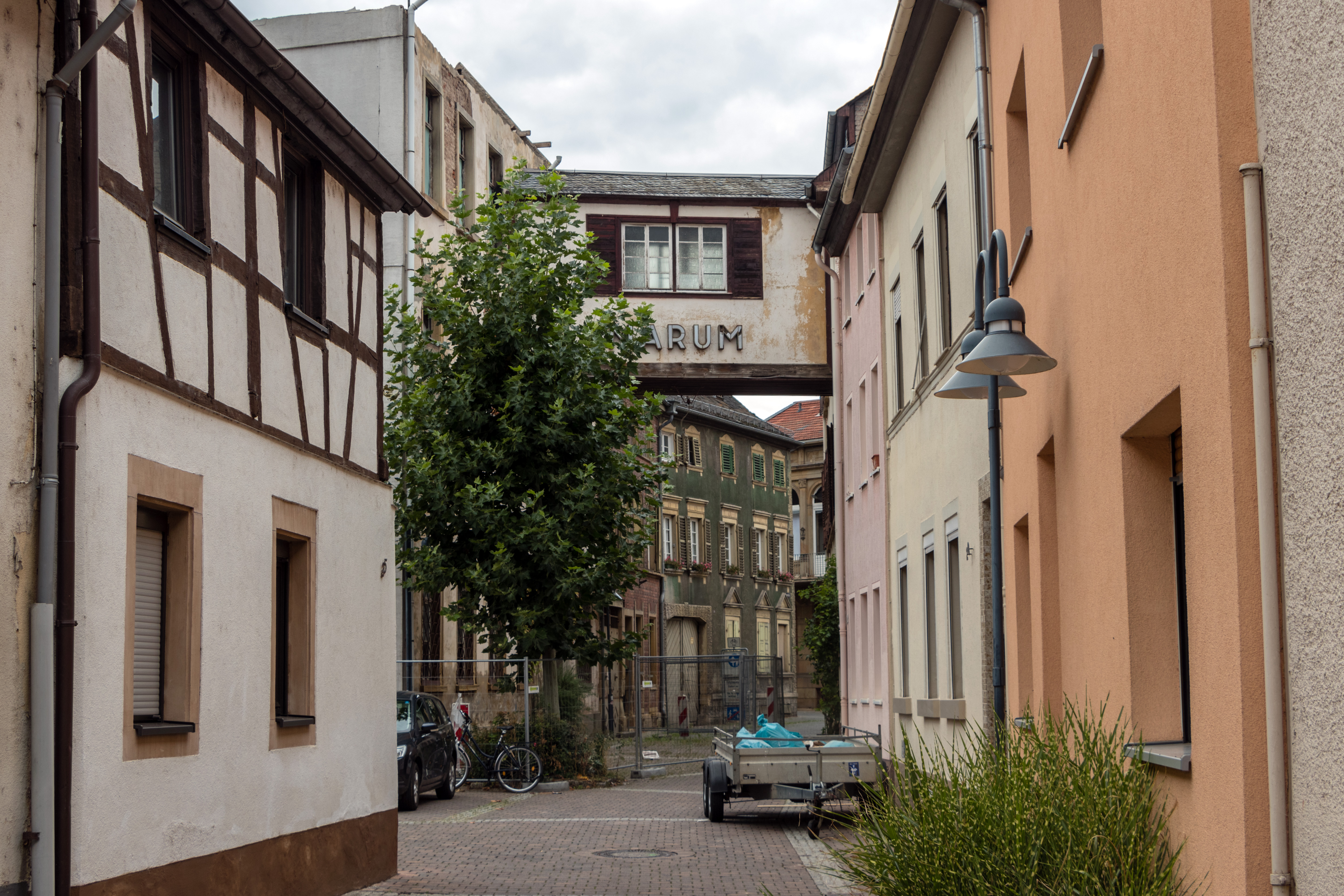
Ehemalige Fabrik Marum, 2019

In der Innenstadt befindet sich der Marumpark. Er ist der ehemalige Privatgarten der jüdischen Familie Marum, deren Strumpffabrik von 1865 bis 1982 in Bad Sobernheim ansässig war. Später wurde er der Stadt geschenkt. Etwa in seiner Mitte steht ein Gedenkstein für Arnold Marum, den Urenkel von Sarah Marum, der Gründerin der Fabrik „Strumpf-Fabriken A. Marum Witwe. Aktien-Gesellschaft. Sobernheim (Rheinland)“, wie man in einer Anzeige von 1937 nachlesen kann.

## Persönlichkeiten

### Söhne und Töchter der Stadt
- Peter Immanuel Dahn (* um 1735; † nach 1802), Jurist im Dienst der Geistlichen Güteradministration der Kurpfalz.
- Anton Burg (1767–1849), lebte seit 1790 in Wien, von Beruf Ackerbau-Werkzeugmacher, später Maschinen-Fabrikant in Wien-Wieden; baute seit 1818 Laufmaschinen nach dem Prinzip des Erfinders Karl Drais und bot „Laufübungen auf der Draisine“ an.
- Jacob Fuchs (1798–1848), preußischer Landrat
- Heinrich Wiltberger (1841–1916), Komponist, Dirigent und Musikpädagoge
- August Wiltberger (1850–1928), Komponist und Seminarprofessor der Nachromantik, Ehrenbürger der Stadt
- Otto Plasberg (1869–1924), Professor der klassischen Philologie
- Bruno Ernst Buchrucker (1878–1966), Offizier der Reichswehr im Ersten Weltkrieg, mehrfacher Putschist gegen die Demokratische Verfassung der Weimarer Republik, einer der Organisatoren der Schwarzen Reichswehr und früher Nationalsozialist, der der Strasser Richtung angehörte, 1934 beim Röhmputsch kurzzeitig verhaftet, mit Beginn des Zweiten Weltkrieges kurzzeitig in der Wehrmacht reaktiviert.[36]
- Karl Kastenholz (1889–1964), in Sobernheim geborener Kreuznacher Maler
- Paul Robert Schneider (1897–1939), Pfarrer, Mitglied der Bekennenden Kirche und Opfer des Nationalsozialismus, starb im KZ Buchenwald
- Friedrich Stiwitz (1910–nach 1945), SS-Führer und Kriegsverbrecher in Konzentrationslagern
- Wilhelm Breuning (1920–2016), Theologe und Dogmatiker
- Karl Schöffling (1921–1991), Internist, Diabetologe und Hochschullehrer
- Kurt Schmidt (1924–2008), Finanzwissenschaftler und Hochschullehrer
- Wolfgang K. Giloi (1930–2009), Informatiker
- Klaus Eiler (* 1949), Historiker und Archivar
- Harro Bode (* 1951), Segler
- Elke Kiltz (* 1952), Politikerin
- Heinz-Peter Schmiedebach (* 1952), Medizinhistoriker
- Andreas Schick (* 1961), Brigadegeneral der Luftwaffe
- Petra Heimer (* 1962), Politikerin (Die Linke)
- Michael Klostermann (* 1962), Musiker
- Udo Schneberger (* 1964), Pianist, Organist und Musikprofessor in Japan
- Michaela Christ (* 1966), Sängerin
- Guido Henn (* 1970), Musiker
- Klaus Blaum (* 1971), Physiker
- Jürgen Klein (* 1973), Politiker

### Mit Bad Sobernheim verbunden
- Friedrich Wilhelm Utsch (1732–1795), Erbförster des Mainzer Kurfürsten, lebte lange Zeit in Bad Sobernheim
- Philipp Friedrich Wilhelm Oertel (1798–1867), Schriftsteller, ab 1835 evangelischer Pastor und Superintendent in Bad Sobernheim
- Hugo Reich (1854–1935), evangelischer Geistlicher, ab 1889 Pfarrer und Leiter des zweiten Rheinischen Diakonissenmutterhauses in Bad Sobernheim
- Leopold Erdmann Emanuel Felke (1856–1926), Pastor, Vertreter der Naturheilkunde (entwickelte die Felkekur), 1915–1925 in Bad Sobernheim tätig und auch hier bestattet, Ehrenbürger der Stadt
- Willibald Hamburger (1884–1965), Architekt und Politiker, baute 35 Gebäude in der Stadt
- Katharina Schroth (1894–1985), Physiotherapeutin, in Bad Sobernheim befindet sich die von ihr 1961 gegründete Asklepios Katharina-Schroth-Klinik
- Rudolf Desch (1911–1997), Komponist und Professor, lebte in Bad Sobernheim
- Karl-Heinz Gottmann (1919–2007), Mediziner und buddhistischer Ordensoberer, lebte und arbeitete in Bad Sobernheim
- Werner Vogt (1924–2006), Heimatwissenschaftler und Historiker, lebte in Bad Sobernheim
- Gustava Schefer-Viëtor (1932–2016), Pädagogin, Erziehungswissenschaftlerin, Geschlechterforscherin und Feministin, wuchs ab 1934 in Bad Sobernheim auf
- Wolfgang Stribrny (1935–2011), deutscher Historiker, lebte von 1997 bis zu seinem Tod in Bad Sobernheim, erhielt „Goldenes Herz“ der Stadt
- Mary Roos (* 1949) (Schlagersängerin, Schauspielerin) und Tina York (* 1954) (Schlagersängerin), die Schwestern lebten als Kinder einige Zeit in Bad Sobernheim
- Gerhard Engbarth (* 1950), deutscher Geschichtenerzähler, Kabarettist und Musiker, wohnt in Bad Sobernheim
- Bettina Dickes (* 1971), Politikerin und von 2006 bis 2016 Abgeordnete des Rheinland-Pfälzischen Landtags
- Giovanni Zarrella (* 1978) (Musiker, Moderator) und Jana Ina (* 1976) (Moderatorin, Model), heirateten am 3. September 2005 in der Kath. St. Matthäuskirche
- Denis Alt (* 1980), Politiker und Mitglied des Rheinland-Pfälzischen Landtags, Mitglied des Verbandsgemeinderates Bad Sobernheim
- Miriam Dräger (* 1980), Fußballschiedsrichterin, wohnt in Bad Sobernheim